# Kostel Stětí svatého Jana Křtitele (Kadaň)
Kostel Stětí svatého Jana Křtitele je původně románský kostel, později barokně upravený nacházející se v kadaňské památkové rezervaci na Špitálském předměstí v Kadani.

## Historie
K nejstarším dějinám kostela se vztahují listiny z let 1183 a 1186. Obě jsou falzem ze 13. století, ale jejich obsah je věrohodný. Kníže Bedřich podle nich věnoval sídliště v místech pozdější Kadaně řádu johanitů, kteří u něj měli založit své sídlo se špitálem a kostelem, přičemž zasvěcení Janu Křtiteli je pro johanity typické.
Podle archeologického výzkumu z let 1991–1992 na místě kostela existovalo neolitické nebo eneolitické sídliště doložené výrobním odpadem ze štípání tušimického křemence. V druhotné poloze byly zjištěny také keramické střepy z doby halštatské a pozdní doby hradištní.
V samotném kostele výzkum doložil dochování podstatné části románského zdiva, zejména v místech čtvercového závěru a na jižní straně lodi. Nečetné nálezy raně středověké keramiky umožnily datovat výstavbu kostela do poslední čtvrtiny 12. století.
Při husitském dobývání města byl roku 1421 poškozen a roce 1452 přestavěn do pozdně gotické podoby a od roku 1539 do roku 1629 byl využíván kadaňskými evangelíky. Kostel vyhořel hned několikrát, v roce 1362, 1421 a 1498. Až do roku 1945 se zde pravidelně konaly špitální poutě.
Od roku 1539 byl kostel používán kadaňskými evangelíky, ale v 90. letech 16. století byl vrácen katolíkům. Evangelíci proto vybudovali v prostoru dnešního Bystřického vrchu, podél cesty vedoucí do Chomutova provizorní dřevěný kostel, ale po roce byl i tento evangelický kostel uzavřen.
V roce 1593 si i přes zákaz začali evangelíci stavět kamenný kostel, zásahem císaře Rudolfa II. však byla stavba pozastavena. Teprve v roce 1594 povolil pokračování stavby zděného kostela a za šest let byl kostel hotov. Po roce 1618 byl kostel předán protestantům, ale o čtyři roky opět vrácen katolíkům v období třicetileté války. Následně roku 1635 již počtvrté vyhořel, ale obnovy se dočkal až roku 1718. Další škody byly způsobeny procházejícím francouzským vojskem během sedmileté války, za vlády císařovny Marie Terezie. Další obnova proběhla až v roce 1770. Dne 1. října 1811 kostel znovu, již popáté, vyhořel. Oprava provedená v letech 1812–1813 mu vtiskla jeho dnešní podobu. Menší opravy byly prováděny i v letech 1845 a 1895. Zmíněný špitál byl zrušen roku 1787 a jeho majetek převzala Městská špitální nadace svatého Jana Křtitele. V osmdesátých letech 20. století byl kostel v havarijním stavu. Omítka byla opadaná a krov propadlý. Celková rekonstrukce proběhla až po roce 1989.

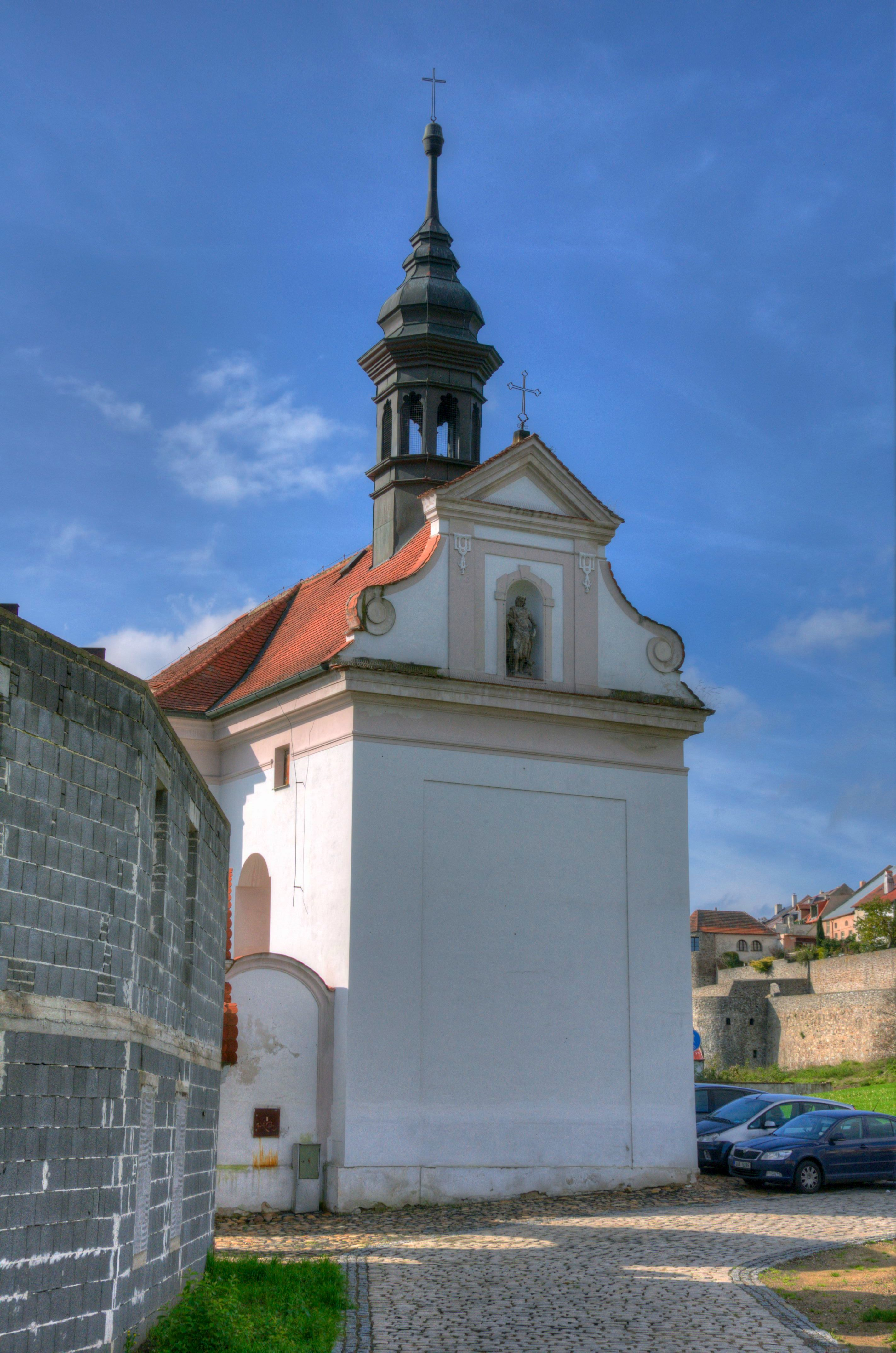
Západní průčelí

Kostel vlastní Římskokatolická farnost děkanství Kadaň a v nájmu ho má město Kadaň. Kostelík se využívá zejména pro kulturní akce pořádané ZUŠ Klementa Slavického v Kadani a organizací Kulturní zařízení Kadaň, která zajišťuje pořádání kulturních akcí ve městě.

## Exteriér
Jednoduchý kostel má obdélníkový půdorys kostelní lodi, k níž přisedá čtvercové kněžiště. Loď má stěny tlusté 100–120 centimetrů. Mohutnější zdi kněžiště (160 centimetrů) naznačují, že nad ním stávala věž. V Čechách neobvyklá poloha věže na východní straně kostela je importem z Frank.
Nad presbyteriem se tyčí východní zděný barokní štít. Střecha je valbová, u štítu ukončená jako sedlová. Dále je krytá pálenou keramickou krytinou. Všechna průčelí jsou orámována lizénovými rámy. V rámech jsou prolomena okna v šambránách. Okna jsou obdélná s odsazeným záklenkem, lemovaná stuhovými šambránami s uchy. Východní průčelí je slepé a ukončeno štítem s tympanonem a s volutovými křídly. Štít je ještě členěn na pilastry s čabrakovými hlavicemi, na které navazuje zalomení římsy. Uprostřed štítu je nika lemovaná šambránou, v níž je umístěna socha svatého Jana Křtitele. V západním průčelí je zasazen kamenný portál s vrcholovým klenákem.

## Interiér
Interiér kostela byl zcela obnoven a výmalba zrestaurována podle zachovaných fragmentů. Loď i s presbyteriem je zaklenuta českými plackami do pasů. Na zadním okraji lodi je vestavěna kruchta. Klenbu pokrývá zrestaurovaná freska ze života svatého Jana Křtitele z roku 1774 od Josefa Fuxe. Z kazatelny je zachováno pouze přístupové schodiště. Západní vstup v pískovcovém portálu má dvoukřídlé rámové dveře se třemi čtvercovými kazetami v každém křídle, oddělené tordovanými příčkami.

## Ze závětí kadaňských měšťanů
O kostele Stětí svatého Jana Křtitele na Špitálském předměstí je jen několik málo informací. Z dochovaných písemností lze ale zjistit, že v letech 1467–1507 na něj pamatovalo hned 16 kadaňských měšťanů, kteří kostelíku odkázali finanční dary na opravy. Hned roku 1467 odkázala měšťanka Margharetha, žena Michela Flieschera, dvě kopy grošů na opravu. Podobně pak roku 1471 učinila Dorothea, žena Michela Ledrera, když svatojánskému kostelu poukázala jednu kopu grošů, a následovaly další obecné odkazy. Poslední evidovaný odkaz učinila roku 1507 měšťanka Dorothea, žena Jorga Gotcze, jež poukázala jeden zlatý na nový kalich.